# Harcos Bálint
Harcos Bálint (Budapest, 1976. május 7. –) magyar költő, író.

## Életpályája
Harcos Péter és Törs Eszter gyermekeként született. Gyerekkorát Pomázon és Fonyódon töltötte. Középiskolai tanulmányait az ELTE Apáczai Csere János Gyakorló Gimnázium és Kollégiumban végezte. 1994–2000 között az ELTE BTK magyar szakos hallgatója volt. 1997 óta jelennek meg versei, prózái és tanulmányai. 1999–2000 között a Sárkányfű szerkesztője volt. 2000–2002 között a JAK Füzetek sorozatszerkesztője volt. 2001–2002 között az Árkád Kiadó munkatársa volt. 2006-ban Stuttgartban, 2007-ben pedig Moszkvában volt ösztöndíjas.

## Művei
- Harcos Bálint Összes (2002)
- Naiv Növény (2006)
- Bumburi és a tanya állatai; Pagony, Bp., 2015
- A csupaszín oroszlán; Pagony, Bp., 2015
- Szofi tüsszent; Pagony, Bp., 2015
- Szofi varázsol; Pagony, Bp., 2015
- A Tigris és a Mótyó; Pagony, Bp., 2015
- Petya és Tulipán; Pagony, Bp., 2016
- Szofi bújócskázik; Pagony, Bp., 2016
- Szofi és a Mikulás; Pagony, Bp., 2016
- Szofi tüsszent; Pagony, Bp., 2017
- Szofi átváltozik; Pagony, Bp., 2017
- Szofi a vidámparkban; Pagony, Bp., 2017
- Szofi lufija; Pagony, Bp., 2017
- A boszorkánycica; Pagony, Bp., 2018
- Dorka és az elgurult gomb. Mesék az elalvásról; Pagony, Bp., 2019
- A halandzsarablók. Tizenkét rövid mese; Pagony, Bp., 2020
- A medve, aki karácsonyfában lakott; Pagony, Bp., 2020

## Díjai
- Móricz Zsigmond-ösztöndíj (2001)
- Solitude-ösztöndíj (2006)
- Bródy Sándor-díj (2007)
- NKA-ösztöndíj (2008)